# مسعود قاسمی
مسعود قاسمی بازیکن پیشین فوتبال است و از استان ایلام. قاسمی در زمان بازی در پست دروازه‌بان بازی می‌کرد و سابقه بازی در تیم‌های مختلف ایرانی از جمله استقلال را دارد. پس از لو رفتن فیلم نامزدی وی به صورت مادام العمر از فعالت‌های فوتبالی محروم شد.

## دوران حرفه‌ای
مسعود قاسمی سابقه دروازه‌بانی در استقلال را دارد و به همراه این تیم قهرمان لیگ آزادگان ۸۰–۱۳۷۹ نیز شد. قاسمی در مجموع در ۲۸ مسابقه برای استقلال به میدان رفت. وی در ابتدای فصل ۸۴–۱۳۸۳ به تیم شموشک پیوست.

### محرومیت
قاسمی در ۲۴ سالگی با محرومیت مادام‌العمر از فوتبال روبرو شد و با وجود تلاش‌هایی که پس از آن داشت دیگر نتوانست به میدان‌های فوتبال بازگردد.

## افتخارات

### استقلال
- جام حذفی:

قهرمان: ۷۹–۱۳۷۸
- لیگ آزادگان:

قهرمان: ۸۰–۱۳۷۹